# When Your Heart Stops Beating
When Your Heart Stops Beating je debitantski album američkog punk-rock sastava +44, kojeg čine bivši članovi Blinka 182.
Objavljen u studenom 2006. Omot albuma je prodavan u tri boje: plavoj, rozoj i zelenoj. Do rujna 2008., prodano je 256.000 primjeraka u SAD-u, te 310.000 diljem svijeta. S albuma su objavljena četiri singla: "Lycanthrope", "Baby Come On", "When Your Heart Stops Beating" i "155".

## Popis pjesama
1. "Lycanthrope" – 3:57
2. "Baby Come On" – 2:46
3. "When Your Heart Stops Beating" – 3:12
4. "Little Death" – 4:05
5. "155" – 3:29
6. "Lillian" – 4:38
7. "Cliffdiving" – 3:44
8. "Interlude" – 1:12
9. "Weatherman" – 4:33
10. "No, It Isn't" – 3:03
11. "Make You Smile" – 3:40
12. "Chapter 13"– 5:07

### Bonus pjesme
1. "Baby Come On" (akustična verzija) – 2:54
2. "Weatherman" (akustična verzija) – 4:17
3. "145" (akustična verzija "155") - 3:36

## Izvođači
- Mark Hoppus – bas-gitara, vokal, gitara
- Travis Barker – bubnjevi, klavijature
- Shane Gallagher – gitara
- Craig Fairbaugh – gitara, prateći vokal